# بیرد وود، استرالیا جنوبی
بیرد وود، استرالیا جنوبی (انگلیسی: Birdwood, South Australia) شهری در استرالیا جنوبی نزدیک به آدلاید است.

## نگارخانه

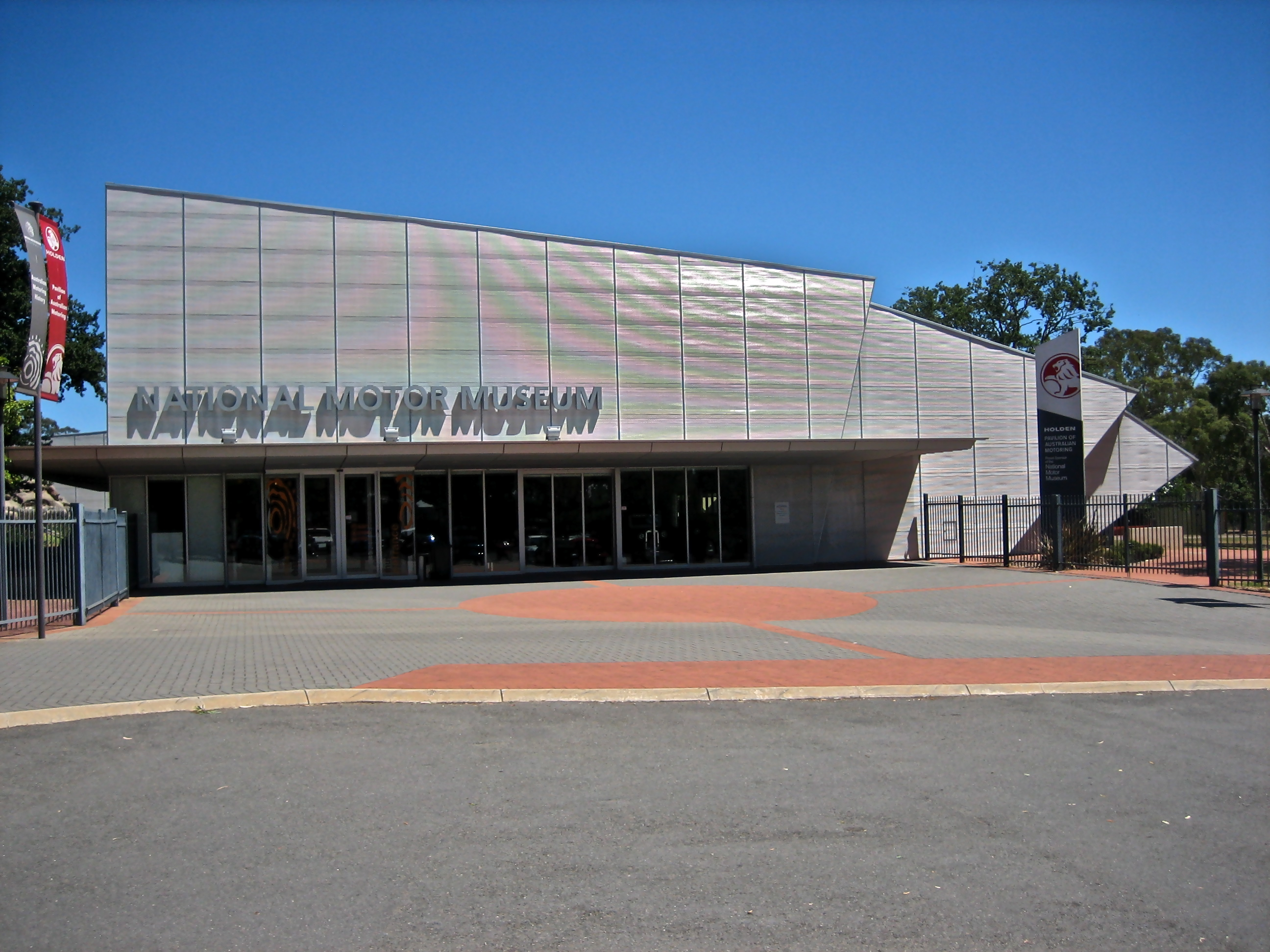
New National Motor Museum
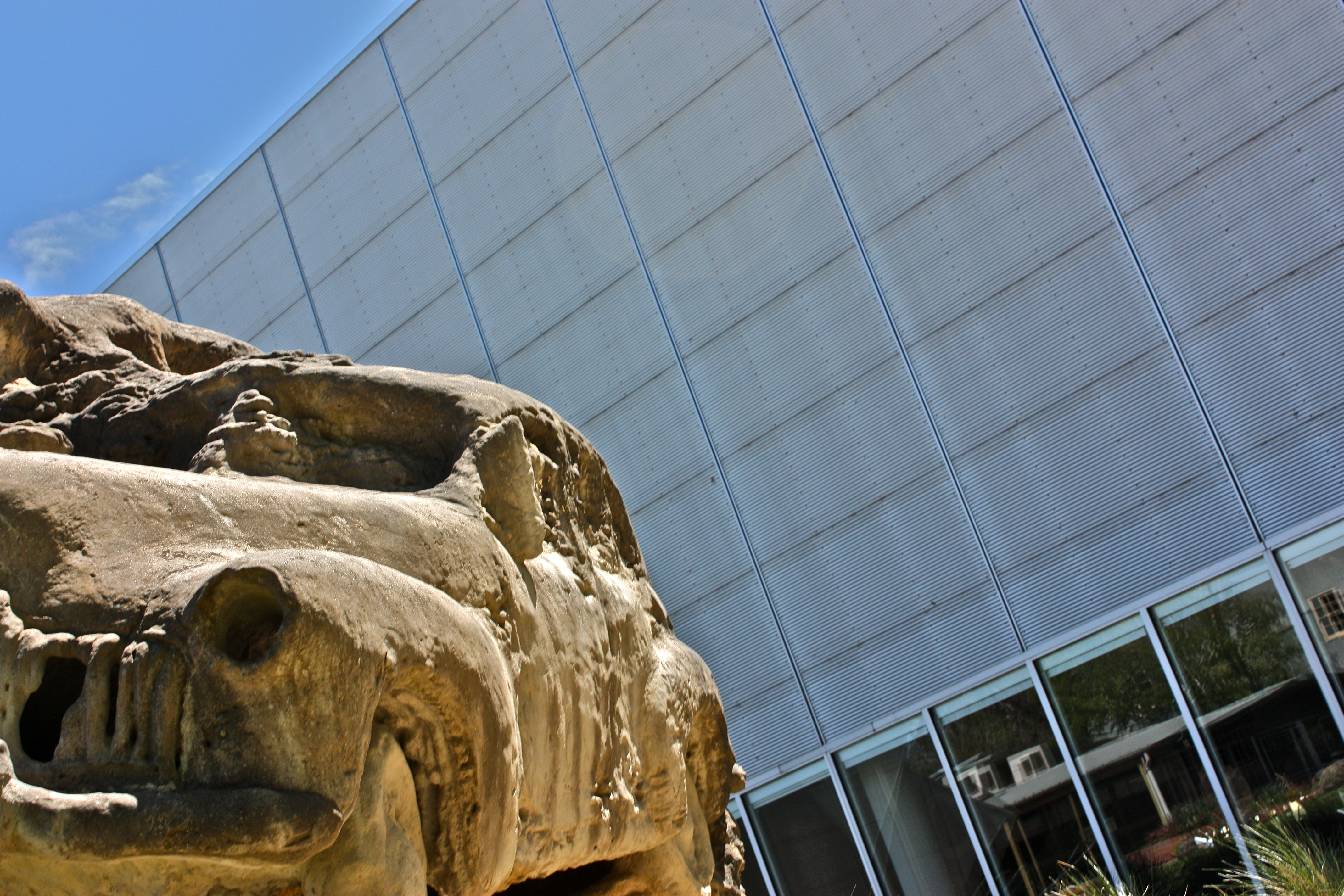
Tribute statue to the FJ Holden
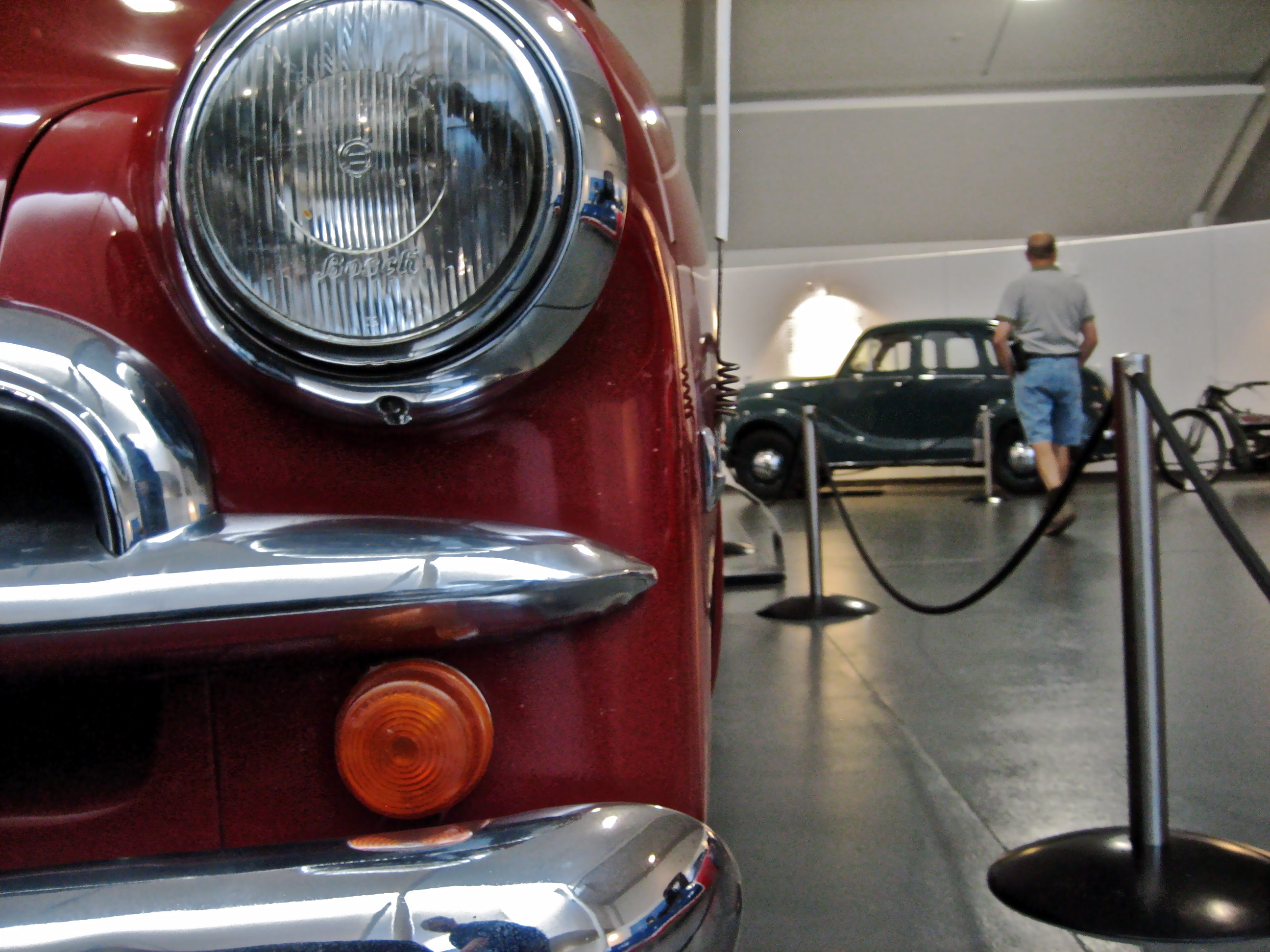
Display at the National Motor Museum
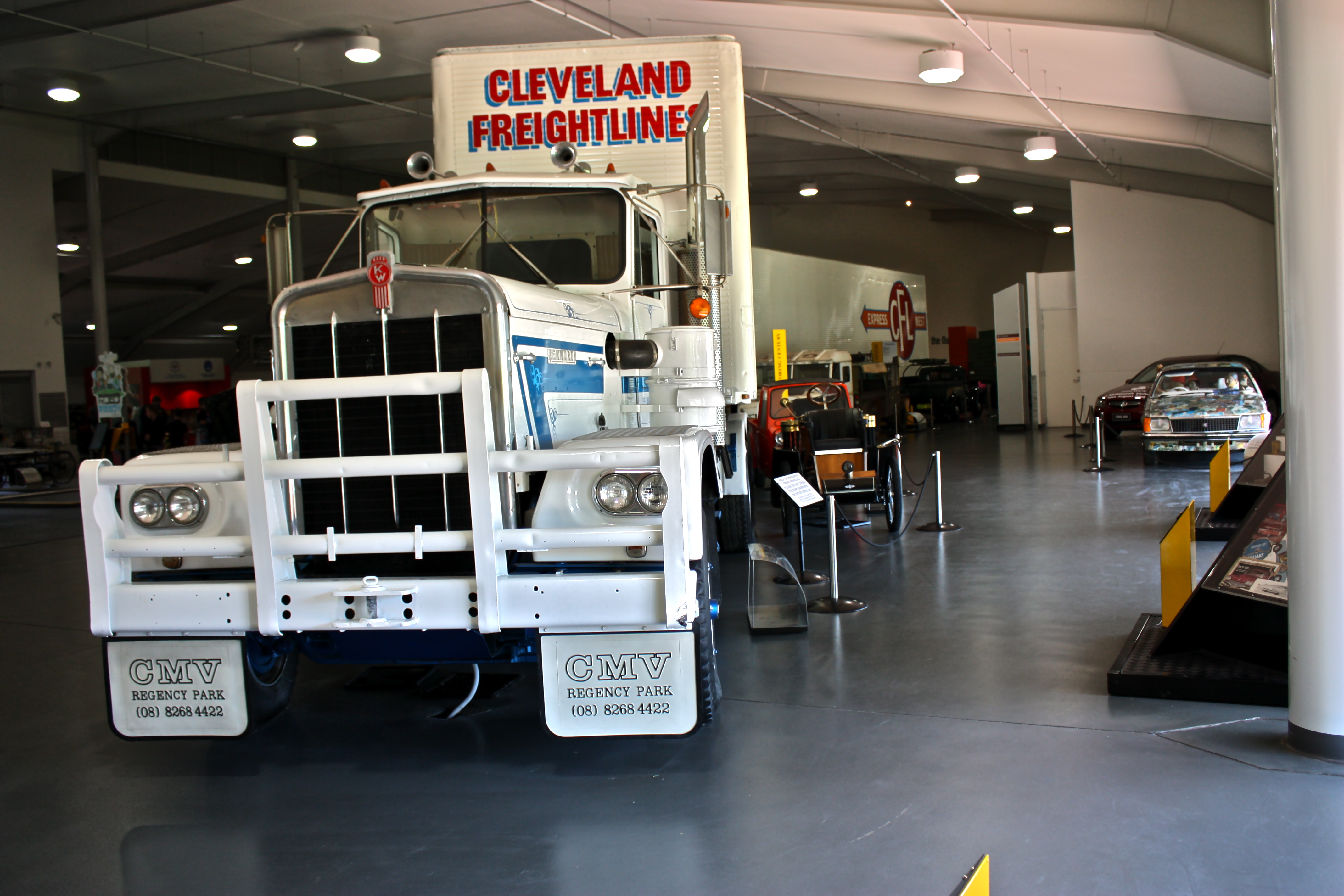
Full length Road Train at the Museum